# Vescomtat de Château Landon
Chateau Landon fou una senyoria i després vescomtat feudal de França.
Vers l'any 1000 (en una donació el 1002) apareixen tres germans amb terres a la regió, Robert, Pons i Herbert, però sense ser considerats senyors. El primer senyor del castell Landon (Château Landon) fou Berard que el 1080 feia una donació com a tal al monestir de La Sauve-Majeure on va ingressar com a monjo. va deixar fill i net que no el van succeir. El 1082 apareix Ricard en una donació al mateix monestir; estava casat amb Agnes i va tenir almenys tres fills. Vers el 1090 apareix Robert I casat amb Belina que va fer una donació al priorat de Néronville, que repeteix el 1100 quan un fill va entrar allí com a monjo. Vers el 1010 Belina s'havia casat en segones noces amb Roscelí de Montereau. Va tenir tres fills mascles i una femella; un dels fills, Robert II Climent, fou el pare de Robert III Climent, regent de França el 1180. Un altre fill, Rainard Pulcre fou senyor de Château Landon. Va tenir un fill i una filla; el va succeir Aubry, de parentiu incert, que podria ser bé un germà de Robert II i de Rainard, o un fill de Robert II (a aquest se li coneixen tres fills, i cap és Aubry, però no se sap si en tenia altres). Aubry es va casar amb Sanselina filla de Renald de Gasson i van tenir un fill i una filla. La bissaga fou important amb Robert III i alguns dels seus sis fills:
- Aubry Climent (+1191 a Acre) mariscal de França
- Enric Climent (+ 1214) mariscal de Franca, pare de Joan, mariscal de França (+1224) tronc dels senyors d'Argentan i de Sai
- Hug Climent (+1217) abat de Saint-Spire de Corbeil i diaca de Notre-Dame de París.
- Robert IV Climent
- Eudes Climent (+ 1216) arxidiaca de París, degà de Saint-Martin de Tours.
- Isabel Climent

El primer que va portar el títol de vescomte de Château Landon fou Folc, fill de Letald (II), net de Letald (I) i besnet d'Hug de Perche. Letald II era germà de Felip que apareix vers 1129 com a vescomte del Gâtinais. No se sap en quina data va rebre el títol però Folc apareix en una carta que pot ser datada entre 1108 i 1120 subscrita també per Rainald Pulcre com a senyor. Torna a aparèixer el 1122; es va casar amb Biota de Montlhéry filla de Guiu II el Roig de Montlhéry comte de Rochefort. Dels tres fills de Folc, el successor fou Guiu I que vivia encara el 1154 i d'una dona desconeguda va deixar un fill, Guiu II que consta viu l'abril del 1180 i que al seu torn va deixar un fill, Frederic, darrer vescomte. Un germà de Guiu I, Ursó, fou senyor de Nemours.

## Llista de senyors
- Berard vers 1080
- Ricard vers 1080-1090
- Robert I vers 1090-1100
- Rainard Pulcre vers 1100-1120

## Llista de vescomtes
- Folc vers 1110-1130
- Guiu I 1130-1160
- Guiu II 1160-1190
- Frederic vers 1190-?